# 에즈미 고지
에즈미 고지(일본어: 江角 浩司, 1978년 12월 18일 ~ )는 일본의 전 축구 선수이다.

## 구단 경력
과거 오이타 트리니타, 오미야 아르디자, 카탈레 도야마에서 활동하였다.